# Arrêt cardiorespiratoire

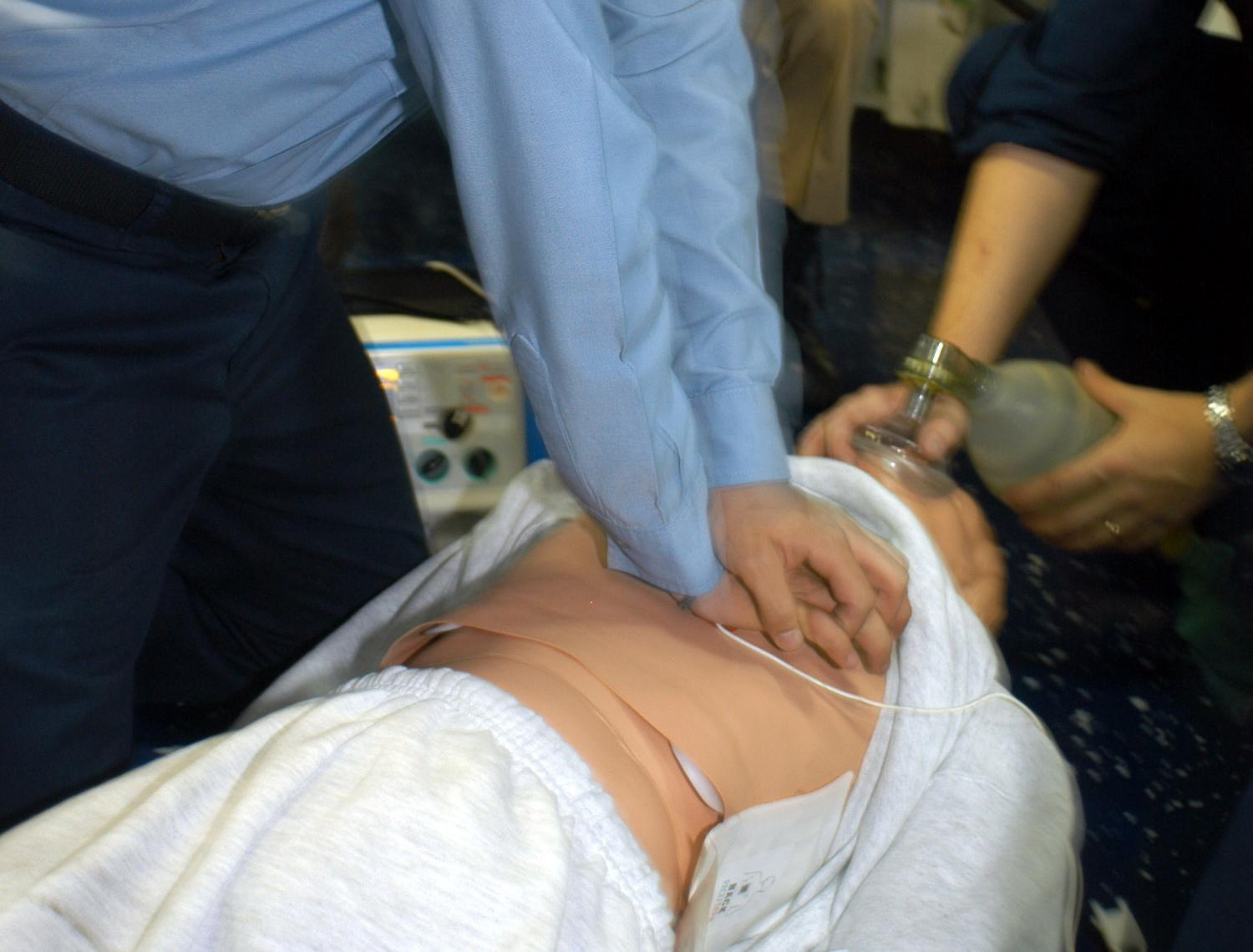
Réanimation cœur-poumon sur un mannequin, durant des entraînements.

Ne doit pas être confondu avec Infarctus du myocarde.
Pour les premiers secours en cas de l’arrêt des battements du cœur, voir Réanimation_cardiopulmonaire#Pratique_de_la_RCP.
Pour les premiers secours en cas d'un infarctus du cœur, voir Infarctus_du_myocarde#Premiers_secours.
Pour les articles homonymes, voir ACV et ACR.
L'arrêt cardiorespiratoire (ACR) est l'arrêt de la circulation du sang et de la respiration chez un individu. Actuellement, le terme utilisé est plutôt arrêt cardiaque ou arrêt circulatoire.
L'arrêt cardiaque a un pronostic catastrophique mais l'amélioration de celui-ci est principalement dépendant de la mise en place d'une chaîne de soins adaptés (appel des secours via par exemple le 15, le 112 ou le 911) et surtout de la réalisation immédiate par les premiers témoins d'une réanimation adaptée par compressions thoraciques (massage cardiaque) et de la mise en place d'un défibrillateur automatique externe (DAE).

## Épidémiologie
On distingue les arrêts cardiaques extrahospitaliers et intrahospitaliers par leurs différences de mortalité.
En Europe, on recense 55 à 113 cas de mort subite pour 100 000 personnes par an, soit environ 350 000 à 700 000 habitants par an.
Son incidence annuelle, en dehors du milieu hospitalier, est proche de 5 cas pour 10 000 habitants en Amérique du Nord (dont plus de la moitié ont bénéficié d'une tentative de réanimation en 2007).

## Signes d'un arrêt circulatoire
Il se manifeste par un état de mort apparente et est reconnu par deux signes principaux :
- l'absence de conscience : la personne est totalement inconsciente, elle ne bouge pas spontanément, ne réagit ni à la parole, ni au toucher, ni à la stimulation douloureuse, ni à la lumière ; elle est complètement hypotonique (n'est pas « crispée ») ;
- l'absence de respiration normale (une respiration anormale appelée « gasp » peut être présente et faire croire à la présence d'une respiration efficace).

Il faudrait rapidement confirmer le diagnostic :
- la recherche de l'absence de pouls n'est pas recommandée pour la reconnaissance d'un arrêt cardiaque. La technique de palpation est parfois difficile selon les circonstances, avec de possibles erreurs de diagnostics[3] ;
- une pâleur ou cyanose (couleur bleuâtre secondaire au manque d'oxygénation des tissus) ;
- les pupilles se mettent en mydriase (elle se dilatent).

Le tableau peut cependant être plus trompeur :
- le patient perd connaissance et peut convulser (mouvements involontaires brusques et saccadés) dans un premier temps, en pratique cela ne dure souvent qu'une dizaine de secondes ;
- le patient peut avoir une respiration anormale ou bruyante (respiration d'agonie dite « stertoreuse », ou gasp) pendant quelques dizaines de secondes[4].

Il ne faut pas confondre cette respiration d'agonie ou ces convulsions avec :
- une syncope sans arrêt cardioventilatoire (récupération rapide, respiration présente et pouls possiblement perçu) ;
- une crise convulsive dans le cadre d'une épilepsie, plus prolongée, avec un pouls et une respiration présentes ;
- un état de choc : la pression artérielle devenant très basse empêche toute perception d'un pouls.

## Causes
Elles sont parfois évidentes : traumatisme, électrocution, noyade, asphyxie, intoxication, strangulation, hypothermie grave…
Il faut systématiquement penser à une fausse route (passage d'un aliment dans le système respiratoire au lieu de l'œsophage). Dans ce cas, enlever le corps étranger si facilement accessible, sinon ce sont les compressions thoraciques qui permettront d'expulser le corps étranger. Il faut alors inspecter la bouche après les compressions thoraciques pour récupérer le corps étranger que l'on aurait réussi à expulser.
Si l'arrêt paraît isolé (pas de traumatisme, d'hémorragie, d'électrocution, d'étouffement…), une cause cardiaque doit être systématiquement évoquée (80 % des cas en France). Elle est plus fréquente chez l'adulte de plus de 35 ans, les causes non cardiaques (respiratoire) prédominant chez les plus jeunes.
Dans ces cas, le mécanisme de l'arrêt peut être :
- une tachycardie ventriculaire (cœur battant à 200 battements par minute, voire plus) ou une fibrillation ventriculaire (300 à 400 battements par minute et de manière anarchique) : le cœur ne bat pas de façon efficace et ne joue plus son rôle de pompe. Plusieurs causes doivent être évoquées : existence d'une maladie cardiaque, intoxication à certains médicaments, mais aussi infarctus du myocarde ;
- une asystolie : le cœur a cessé toute activité, il ne bat plus ; cela peut se retrouver lors de certains troubles de la conduction cardiaque ;
- une dissociation électromécanique : le cœur a une activité électrique normale, mais il ne joue pas son rôle de pompe. Par exemple, il est comprimé par un épanchement péricardique (tamponnade) ;
- un choc hypovolémique : la pression sanguine a chuté trop bas, ou trop vite, et la pompe cardiaque s'est désamorcée (hémorragie non contrôlée, desserrage d'un garrot ou relâchement d'un point de compression, syndrome des ensevelis de Bywaters, abaissement des jambes ou décompression du pantalon anti-choc sur une personne en collapsus cardiovasculaire…).

## Conduite à tenir
Il faut d'abord rechercher l'absence de conscience en posant des questions simples : « serrez-moi la main », « ouvrez les yeux ».
Il faut ensuite rechercher l'absence de respiration normale (poitrine qui se soulève et/ou souffle ressenti sur la joue) ; la libération des voies aériennes par mise en extension de la tête (bascule en arrière de la tête) et la recherche visuelle (et le retrait si possible) d'un corps étranger dans la bouche sera réalisée dans le même temps.
Ces 2 seuls signes permettent de faire le diagnostic d'arrêt cardiaque et doivent faire réaliser une réanimation cardiopulmonaire immédiate.
Dès la reconnaissance d'un arrêt cardiaque (absence de conscience et absence de respiration normale), il faut débuter les compressions thoraciques (appui au milieu du thorax), 100 fois par minute, et demander à quelqu'un d'aller chercher puis poser un défibrillateur automatique externe (DAE), présents dans la majorité des lieux publics. Tous les arrêts cardiaques ne nécessitent pas de choc électrique. Le défibrillateur saura les reconnaitre. Il ne s'agit donc pas d'un défaut de la machine. Il faudra continuer à suivre les instructions qu'elle délivre.
Elle reste possible en présence de 2 témoins, formés à la réanimation cardiopulmonaire. Le rythme des compressions thoraciques est alors de 30 compressions puis 2 insufflations, à renouveler jusqu'à l'arrivée des secours.
L'arrêt des compressions thoraciques se fera lors de la récupération d'une conscience et/ou d'une respiration normale par la victime. En cas de doute, poursuivre la réanimation jusqu'à l'arrivée des secours spécialisés.
Chez l'enfant, la réalisation préalable de 5 insufflations est nécessaire avant de débuter les compressions thoraciques, la cause principale de l'arrêt cardiaque étant hypoxique.

## Pronostic
Le risque principal est celui du décès, qu'il soit immédiat (par inefficacité des manœuvres de réanimation) ou plus tardif (récupération d'un rythme cardiaque permettant une hospitalisation mais décès à la suite). Le risque est également celui d'avoir des séquelles neurologiques, souvent lourdes.
La survie d'un arrêt cardiaque extrahospitalier est inférieure à 10 % même si le chiffre tend à augmenter. Si l'arrêt cardiorespiratoire survient en présence de quelqu'un (ce qui permet de prendre en charge quasi immédiatement l'arrêt), il atteint un peu moins de 30 %. Si l'arrêt cardiaque survient en milieu hospitalier, les chiffres de survie sont du même ordre, avec un peu moins d'un tiers de cas de séquelles neurologiques lourdes.